# Melsat
Le melsat ou malsat est une charcuterie originaire d'Occitanie (France), plus précisément du sud-ouest de l'Aveyron et du sud-est du Tarn. Il fait partie de la famille des saucisses, boudins blancs et autres cervelas et comporte deux recettes voisines.

## Étymologie
En occitan languedocien, « mèlsa » signifie « rate » en français, ingrédient tripier qui a donné son nom au melsat à base de cet abat de porc,.

## Présentation
Le melsat est embossé dans un fin boyau de porc en forme de U de 400 à 500 grammes dans le sud-ouest de l'Aveyron ou dans du gros boyau à boudin de 200 à 400 grammes dans le sud-est du Tarn Le maire de Mazamet a déposé le brevet "Melsat de Mazamet" pour en attester l'origine de fabrication  essentiellement en Montagne Noire dont Mazamet est la capitale géographique.

## Historique
C'est une préparation de ménage ancienne et en 1879, l'abbé Vayssier faisait un rapide descriptif des deux façons de l'élaborer dans son Dictionnaire patois-français du département de l'Aveyron. Prosper Montagné ne décrivait qu'un gros boudin rempli de pain, œuf et chair à saucisse, recette un peu éloignée de la recette paysanne.
Deux recettes coexistent donc, celle à la viande de la ville, celle aux abats de la campagne. 

## Élaboration
La viande, mêlée de rate ou non, est issue de la gorge du porc, une viande un peu grasse. Elle est hachée et mélangée à du pain rassis émietté et de l’œuf. Ce dernier ingrédient lui donne une couleur jaune caractéristique. Il est assaisonné de sel et épices : poivre, noix de muscade, thym… L'assemblage est embossé dans du boyau de porc : du menu, fin et allongé en Aveyron, du chaudin court et de gros diamètre dans le Tarn. Le melsat est ensuite cuit dans du bouillon. Il se mange frais et se conserve congelé ou séché comme du saucisson.

## Usage
Il se mange froid comme du saucisson ou poêlé et servi avec une salade en entrée ou un plat de légumes, cuits dans la soupe par exemple.